# You're Gone
You're Gone is een nummer van de Britse symfonische rockband Marillion uit 2004. Het is de eerste single van hun dertiende studioalbum Marbles.
Met dit nummer, dat gaat over een stukgelopen relatie, maakte Marillion een comeback na lang afwezig te zijn. Het behaalde de 7e positie in het Verenigd Koninkrijk, waarmee het daar de grootste Marillion-hit was sinds "Incommunicado". Ook in Nederland werd het nummer een klein hitje, daar haalde het een bescheiden 32e positie in de Nederlandse Top 40, waarmee Marillion voor het eerst in 10 jaar weer genoteerd stond in die lijst. "You're Gone" was tevens wel de laatste Top 40-hit die Marillion in Nederland scoorde.